# Jann (Sänger)

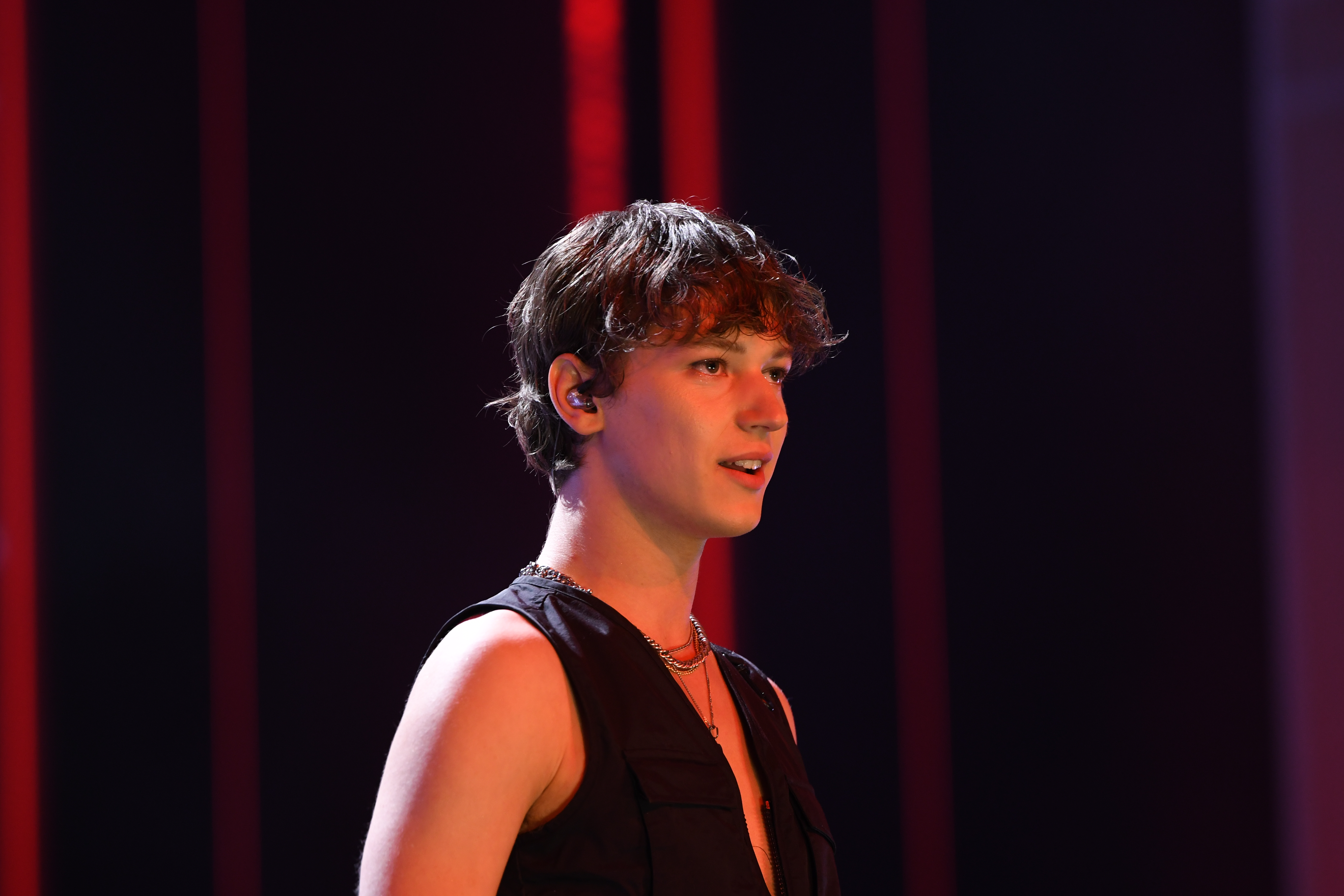
Jann (2023)

Jann [jan] (* 1999 in Lublin; bürgerlich Jan Rozmanowski) ist ein polnischer Sänger und Songwriter.

## Leben
Aufgewachsen in Garwolin, zog er mit 16 Jahren nach Nordirland, wo er sein Abitur ablegte. Danach studierte er Gesang am British and Irish Modern Music Institute (BIMM) in London. Derzeit wohnt er in Warschau.

## Karriere
Er ist ein Countertenor. Im Alter von 12 Jahren trat er an der Nationaloper in Warschau auf. 2020 veröffentlichte er sein erstes Lied Do You Wanna Come Over? 2022 erschien sein Debütalbum Power. 2024 veröffentlichte er sein zweites Album I store my fear and my pain in the nape of my neck.
Große Bekanntheit erlangte er durch seine Teilnahme am polnischen Vorentscheid für den Eurovision Song Contest 2023, wo er den zweiten Platz belegte.
Das dort gesungene Lied Gladiator schaffte es danach an die Spitze der Spotify Viral 50 Polen Liste.

## Lieder (Auswahl)
- 2020: Do you wanna come over?
- 2021: One missed call
- 2021: Body Temperature
- 2022: Smile
- 2022: Promise
- 2022: Met the god
- 2022: Emperor's new clothes
- 2022: eren
- 2022: Lookatme (PL: Gold)[5]
- 2022: Gladiator (PL: ×3Dreifachplatin )
- 2023: Need a break
- 2023: The Letter
- 2023: Charisma
- 2024: What do you want from me?
- 2024: Arachnophobia
- 2024: Floating
- 2024: Nostalgia
- 2024: Decision
- 2024: Kisskiss